# 白尾竹丛鼠
白尾竹丛鼠（学名：Olallamys albicauda）是啮齿目棘鼠科中的一种，分布于南美洲的哥伦比亚西北部山区。